# Manfred Feiler
Manfred Feiler (* 22. August 1925 in Plauen; † 15. März 2020 ebenda) war ein deutscher Maler, Grafiker und Illustrator.

## Leben und Werk
Ab 1939 studierte Feiler mit einem Staatsstipendium an der Staatlichen Kunstschule für Textilindustrie in Plauen, insbesondere bei Kurt Geipel und Walther Löbering.
1943 wurde Feiler zum Kriegsdienst an die Ostfront eingezogen. Er wurde zum Funker ausgebildet und diente in einer Einheit zusammen mit dem Kabarettisten Werner Finck. Im Sommer 1943 erlitt Manfred Feiler durch einen Granatsplitter eine Verwundung am Rücken. Als Folge war er von der Hüfte abwärts gelähmt und auf einen Rollstuhl angewiesen.
1948 zeigte Manfred Feiler seine erste Ausstellung in der Galerie Fritz Geyer und im Lutherhaus (Plauen). Feiler war zu dieser Zeit als Werbegestalter für die Handelsorganisation tätig. Des Weiteren arbeitete er als Entwerfer für Textilunternehmen in der Region. Im weiteren Zeitablauf weigerte er sich, Porträts politischer Persönlichkeiten zu fertigen und kündigte als Konsequenz sein Angestelltenverhältnis. Ab 1952 war er als freischaffender Künstler tätig.
1961 folgte eine Ausstellung mit abstrakten Gemälden in der Galerie Fritz Geyer in Plauen. Es erfolgte ein Verriss in der Presse, dabei wurde Feiler als „prowestlicher Schmierfink“, der die Nationalkultur der DDR schände, verhöhnt. In der Folge wurde Feiler Opfer im sog. Formalismusstreit und erhielt Ausstellungsverbot. Er wandte sich an Otto Dix, der sich in einem Brief im Januar 1962 zu dem Plauener Künstler bekannte. Dennoch wurde Feiler in der Folgezeit totgeschwiegen und befand sich in der künstlerischen Isolation. Trotz der Anfeindungen wurde er im Jahr 1962 in das Künstlerlexikon des 20. Jahrhunderts aufgenommen.
Feilers erste Ausstellung nach der Wiedervereinigung 1989 fand in Erfurt statt. Befreit von politischem Druck erlebte er eine neue Periode künstlerischer Schaffenskraft. Er unternahm nun Studienreisen ins Ausland. Besonders faszinierten ihn die Landschaften von Italien, Mallorca sowie die Nordseeküste Deutschlands. Die Eindrücke seiner Reisen verarbeitete er in seinen Gemälden. Es folgten weitere Ausstellungen u. a. im Thüringer Landtag, in Plauen, Kiel, Bamberg, Nürnberg, Bad Gandersheim, auf Sylt und Mallorca, Schwäbisch Hall, Bernburg, Reichenbach, Schleiz, Schilbach (Schöneck), Hermsdorf, Hof, Garmisch-Partenkirchen, Salzwedel, Siegen, Oelsnitz/V., in Schloß Mylau und Anfang 2013 in Bad Elster.
Ab 1998 entstand ein Kontakt in die Vereinigten Staaten zum Galeristen Paul DeBruyne in Naples (Florida). 2001 kaufte das Freedom Museum Washington zwei Gemälde für seine Sammlung an. In der Folgezeit kam es zu verschiedenen Besuchen von Kunstbegeisterten aus den Vereinigten Staaten, die Manfred Feiler und das Vogtland kennenlernen wollten. Aufgrund der internationalen Verbreitung seiner Bilder erwarb sich Feiler den inoffiziellen Titel „Botschafter des Vogtlandes“.

## Ehrungen und Auszeichnungen
- 2000: Eintrag in das Goldene Buch der Stadt Oelsnitz/Vogtland
- 2001: Plauener Stadtplakette[4]
- 2010: Vogtländischer Ehrenpreis[5]
- 2011: Ehrenbürger der Stadt Plauen[6]
- 2012: Sächsischer Verdienstorden[7]